# Алепски бор
Алепски бор (лат. Pinus halepensis) је медитеранска врста бора, чији се ареал простире од Марока и Шпаније на западу до Леванта (Сирија, Јордан) на истоку.
Врста је управо и описана на основу примерака који расту око града Алепа у Сирији.
Станишта која алепски бор настањује обухватају приморске средоземне шуме, али и шуме већих надморских висина (оромедитеранске шуме, до 1.700 m у Алжиру и Мароку).